# Grøbling
Grøbling (tysk: grüppelung) er en teknik, som bruges til indvinding af land ved Vadehavet. Langs slikgårde graves vinkelret på kysten parallelle render og grøfter, der hjælper overskydende vand til at løbe af vaden. På den måde kan man opnå større områder, som kun dækkes af vand i mindre grad, så tilført materiale kan nå at bundfældes. Den enkelte rende kaldes for en grøble, og det højereliggende areal mellem to render kaldes en ager. Disse grøbler kan være ca. ⅓ m dybe op til 2 meter brede og anlægges med en indbyrdes afstand på 3-4 m eller mere. Den klæg, der er gravet op, bliver lagt på den mellemliggende ager. Dernæst må man vente på, at grøblen fyldes med klæg igen, som så atter graves op og så fremdeles. På denne måde opnås, at agrene efterhånden kommer til at ligge højere end normalt højvande.
Grøbling kan kombineres med andre teknikker, fx bygning af dæmninger eller "låninger" på flere hundrede meter vinkelret ud fra kysten. Formålet med disse dæmninger er at modvirke kyststrømmen og dæmpe bølgeslag for derved at gøre vandet roligere og således fremme aflejringen.
Når man således efterhånden har fået et areal egnet til indvinding, afspærres området fra havet med et såkaldt sommerdige, der kun er beregnet til at modstå mindre stormfloder. Det område (kog), der således er indvundet, kan anvendes til græsning for kreaturer om sommeren. Hvis der skere en fortsat grøbling udad, vil senere en ny kog kunne inddiges, og det gamle sommerdige vil så kunne forhøjes til en størrelse, hvor det er trygt at bosætte sig bag det.
Formålet med grøblinger er at forbedre dræningsforholdene, men også at hæve dele af vaden op til et niveau, hvor planter kan indvandre. Især strandannelgræs og vadegræs spiller en stor rolle som landvindingsplanter, som fastholder det materiale, der er opslemmet ved højvande. Etablering af slikgårde, faskingærder og grøblinger har spillet en betydelig rolle for dannelsen af den nuværende marsk i det nordvesteuropæiske marskområde. 

## Udformning
På sandede vader er agerbredden normalt 6 meter og grøblerne 25 x 60 cm med skråt afskårne kanter. Den opgravede materialemængde er omkring 1/8 m3 pr løbende meter, hvilket indebærer en forøgelse af overfladen med ca. 2 cm i gennemsnit. Det opgravede materiale forsøges så vidt muligt fordelt således, at det er højst midt på ageren for derved at fremme afstrømningen. I praksis bliver overfladen hurtigt udjævnet og fremstår som svagt hvælvede forhøjninger, mens grøblerne fremtræder som flade, brede lavninger.

## Virkemåde
Grøblingerne fungerer på den måde, at når tidevandet begynder at stige, vil det først trænge ind i grøblerne, som ret hurtigt fyldes. Derefter vil det stige til op over kanten og strømme til siderne, hvor det afgiver det medførte materiale på samme måde som ved levéer. Når ebbe sætter ind, vil vandet hurtigt blive samlet i grøblelavningerne, hvor vandstanden derefter er langsomt faldende under ebben. Sammenlignet med en naturlig vadeoverflade, hvor der dannes store pytter i lavninger, vil det grøblede område for langt større deles vedkommende blive tør. Fordampningen bevirker, at der på det grøblede areal også tæres på grundvandet i længere tid end på en naturlig vade, og grundvandet vil derfor blive mere sænket på et grøblet areal end på en naturlig vade. En bivirkning heraf er, at sandormen fortrænges fra agrene og samles i renderne.
Efter det første år bør grøblingen gentages næste år og vil allerede da vise ændringer i forhold til en naturlig vade. Ageroverfladen styrkes og grøblerenderne bevares bedre. Den mere fuldstændige udtørring under ebbe bevirker, at der dannes en skorpe. Det fine leragtige materiale samles i grøblerne og vil ved udtørring på agrene styrke overfladen. Dog kan grøblede men ellers ubeskyttede arealer på udsatte steder opleve ødelæggelse af bølgeslag i form af erosionshuller i grøblerenderne og undertiden også på agrene.
Det videre forløb skyldes indvandring af sandsamlende planter, først kveller men især annelgræs. Ved denne bevoksning stabiliseres overfladen væsentligt, og sedimentationen fremmes. Derved kommer den egentlige marskdannelse i gang. I takt med, at overfladehøjden vokser, vil overskylning under højvande blive sjældnere, og kun renderne fyldes under højvande. Mange steder tilføjes kun større materialemængder ved vandstigninger over middelhøjvandsniveauet, men for at sikre dræning og undgå forsumpning må grøblerne fortsat oprenses.